# Emil Morgiewicz
Emil Morgiewicz (ur. 25 lipca 1940 w Świrze, zm. 29 października 2017 w Warszawie) – polski działacz niepodległościowy w czasach PRL, jeden z twórców podziemnej organizacji Ruch. Jeden z redaktorów pierwszego pisma niezależnego „drugiego obiegu”, które zaczęło ukazywać się w PRL po upadku powojennej konspiracji.

## Życiorys
Syn Władysława i Weroniki. Ukończył prawo i dziennikarstwo na Uniwersytecie Warszawskim. Wiosną 1970 został aresztowany w przeddzień planowanego podpalenia Muzeum Lenina w Poroninie, skazany na cztery lata więzienia w procesie działaczy Ruchu (po siedem lat – otrzymali Andrzej Czuma i Stefan Niesiołowski). Po wyjściu na wolność napisał krytyczny raport o sytuacji w polskim więziennictwie, wysłany do Amnesty International. Został ponownie aresztowany pod zarzutem przekazywania za granicę fałszywych informacji mogących zaszkodzić PRL. Tym razem siedział kilka tygodni. W 1975 wstąpił do AI.
Członek Komitetu Obrony Robotników (KOR). Jako członek KOR wziął udział w rozmowach na temat powołania komitetu reprezentującego wszystkie stronnictwa opozycyjne. Po przekształceniu KOR w Komitet Samoobrony Społecznej „KOR” był uczestnikiem ROPCiO.
Internowany po wprowadzeniu stanu wojennego 13 grudnia 1981 na pół roku w Białołęce. Od 1983 do 1990 na emigracji w RFN. W Monachium współpracował z Radiem Wolna Europa. Przez pewien czas związany m.in. z prowadzoną przez ks. Franciszka Blachnickiego Chrześcijańską Służbą Wyzwolenia Narodów. Po powrocie do Polski zatrudniony w Biurze Interwencji Kancelarii Senatu RP. Członek Stowarzyszenia Wolnego Słowa.
Spoczął na cmentarzu w Mrągowie.

## Odznaczenia
- Krzyż Komandorski z Gwiazdą Orderu Odrodzenia Polski – 2006[3]
- Krzyż Kawalerski Orderu Odrodzenia Polski – 1989 (zarządzeniem prezydenta RP na uchodźstwie)[4]
- Złoty Medal „Za zasługi dla obronności kraju” – 2017, pośmiertnie[5]